# Boyeros
Boyeros (espanhol: oxherds) é um dos 15 municípios ou distritos (municípios em espanhol) da cidade de Havana, Cuba. O município foi criado em 1976 e fundiu a cidade de Santiago de Las Vegas. Situa-se no lado sudoeste da cidade e inclui o Aeroporto Internacional José Martí.

## História
Durante os séculos XVIII, XIX e início do século XX, grandes ondas de canários (Canários é um povo que nasceu nas Ilhas Canárias da Espanha) emigraram para Boyeros. Assim nasceu o primeiro assentamento da área conhecida como Santiago de las Vegas. Desde 1694. esse nome também foi abreviado como Las Vegas.

## Demografia
Em 2022, a população de Boyeros tinha uma população de 204.003. Com uma área total de 134 km2 (52 sq mi),[1] tem uma densidade populacional de 1.500/km2 (3.900/sq mi). Está dividido em sete cidades populares (ciudades): Santiago de Las Vegas, Novo Santiago, Boyeros, Wajay (próximo ao aeroporto), Calabazar, Altahabana-Capdevila e Armada-Aldabo.

## Economia
Os principais produtos industriais das empresas locais incluem embalagens de papel e papelão, produtos semiacabados tecidos e fiados, medicamentos, materiais de construção, produtos alimentícios, etc. Boyeros sedia o Instituto de Investigaciones Fundamentales para la Agricultura Tropical ("Instituto Internacional para a Investigação de Doenças Tropicais Agrícola", INIFAT), que foi precedida pela Estación Experimental Agronómica de Cuba como a primeira estação de pesquisa agronômica fundada na América Latina em 1904.
O município de Boyeros abriga o "Aeroporto Internacional José Martí (antigo Aeroporto Rancho-Boyeros), que conecta Havana a muitos destinos internacionais.

## Saúde e Educação
Boyeros abriga sete hospitais gerais, dois centros de saúde, cinco departamentos odontológicos hospitalares, 263 estudos médicos, 7 centros de atendimento à gravidez e uma casa de avô para idosos, um Centro de Investigaciones de Medicina Tradicional, Asiática y Natural ("Centro de Pesquisa de Medicina Tradicional, Asiática y Natural"). , Medicina Asiática e Natural", CIMTAN), hospital psiquiátrico diurno, entre outros.
O município dispõe de 34 jardins de infância, 50 escolas primárias, 15 centros de ensino secundário inferior, seis escolas especiais, 4 escolas agrárias, uma escola multilingue, um instituto profissionalizante e uma escola secundária politécnica com percurso optativo de estudos em gastronomia, metalurgia, imobiliário ou medicina veterinária.

## Esporte
Santiago de las Vegas sediou o primeiro jogo de hóquei em campo na República de Cuba, seguido pela criação do Centro Nacional de Hóquei "Antonio Maceo", não muito longe do campo de golfe de Havana, inaugurado em 1955.
Boyers supera 14 edifícios esportivos, dos quais há 5 parques de beisebol, uma academia de xadrez, um campo de tênis de mesa e uma galeria de tiro.
Entre as personalidades do esporte local estão os famosos jogadores Juan Padilla, Pedro Chávez e Orlando Hernández.

## Referencias
1. Statoids (Julho de 2003). "Municípios de Cuba". Obtido em 06/10/2007.
2. "Cuba: Administrative Division (Provinces and Municipalities) - Population Statistics, Charts and Map". www.citypopulation.de. Obtido em 03/02/2024.
3. "Canarios In Cuba" (em espanhol). Arquivado do original em 13/10/2007.
4. Informações em habanaenlinea.cu Arquivado em 26 de dezembro de 2008, na Wayback Machine

## Links externos
- Mídia relacionada a Boyeros no Wikimedia Commons